# Technologia budowy maszyn
Technologia budowy maszyn – dziedzina wiedzy inżynierskiej, część inżynierii mechanicznej, zajmująca się metodami i technikami wytwarzania części maszyn, mechanizmów, instalacji przemysłowych, urządzeń i konstrukcji oraz środkami realizowania tych technik.
W węższym sensie chodzi tu o metody nadawania odpowiedniego kształtowania (obróbki) materiałów oraz zapewnianie produktom odpowiednich charakterystyk. Technologia zajmuje się także teorią oraz metodami projektowania i wytwarzania narzędzi i maszyn wytwórczych.